# Berg bei Neumarkt in der Oberpfalz
Berg bei Neumarkt in der Oberpfalz, Berg b.Neumarkt i.d.OPf. – miejscowość i gmina w Niemczech, w kraju związkowym Bawaria, w rejencji Górny Palatynat, w regionie Ratyzbona, w powiecie Neumarkt in der Oberpfalz. Leży w Jurze Frankońskiej, około 6 km na północny zachód od Neumarkt in der Oberpfalz, nad Kanałem Ludwig-Dunaj-Men, przy autostradzie A3.

## Dzielnice
W skład gminy wchodzą następujące dzielnice:
(wyróżniono miejscowości będące przed reformą administracyjną siedzibami gmin)
| - Berg - Beckenhof - Bischberg - Burkertshof - Gebertshof - Gnadenberg - Gspannberg - Haimburg - Häuselstein - Haslach - Hausheim - Irleshof - Kadenzhofen - Kettenbach - Kleinvoggenhof | - Langenthal - Loderbach - Meilenhofen - Mitterrohrenstadt - Oberölsbach - Oberrohrenstadt - Oberwall - Reicheltshofen | - Reichenholz - Richtheim - Riebling - Rührersberg - Sindlbach - Stöckelsberg - Unterölsbach - Unterrohrenstadt - Unterwall - Wünricht |

## Współpraca
Miejscowości partnerskie:
- Rohrbach-Berg, Austria
- Walce, Polska

## Zabytki i atrakcje
- zamek Berg
- zamek Rohrenstadt
- ruiny grodu Haimburg
- ruiny klasztoru Gnadenberg
- ratusz